# Piet Janssens
Piet Janssens (Antwerpen, 1869 – aldaar, 10 oktober 1924) was een Belgisch acteur en theaterdirecteur uit Antwerpen actief van 1888 tot 1924.

## Biografie
Piet Janssens speelde al amateurtoneel, wanneer hij in 1888 zijn loopbaan begon als figurant voor Charlotte Corday van Peter Benoit. Tot 1906 was Piet verbonden aan het in 1853 opgerichte Nationael Tooneel waar hij verscheiden grote rollen vertolkte. Hij schitterde onder meer in grote karakterrollen van Shakespeare.
Tussen 1906 en 1912 speelde hij spektakelstukken in de Antwerpse Hippodroom. Van 1912 tot 1915 was hij directeur van de Volksschouwburg.
In de nacht van 31 maart op 1 april 1914 brandde de Hippodroom af na een opvoering ter ere van Piet Janssens en zijn broer Willem.
In 1915 keerde hij terug naar de Koninklijke Nederlandse Schouwburg.
In 1920 speelde hij mee in de eerste Vlaamse speelfilm De Storm des Levens ook gekend als De storm in het leven, een drama in vijf delen uitgevoerd door leden van de Koninklijke Nederlandse Schouwburg.
In 1924 leidde hij het Hippodroomtheater tot aan zijn onverwacht overlijden na de algemene repetitie van de operette De Bajadere van Imre Kalman.
Piet Janssens was een zeer populaire figuur en hij kreeg dan ook een vorstelijke begrafenis die door heel veel mensen werd bijgewoond. Op 12 december vond in de Hippodroom een galavoorstelling plaats ten bate van zijn praalgraf.
Op 25 juni 2013 werd zijn volledig opgefrist praalgraf opnieuw ingewijd in aanwezigheid van schepen Philip Heylen, de kleinkinderen Piet Janssens en Florence Janssens, enkele leden van vzw Grafzerkje, de werknemers van Levanto en medewerkers van de begraafplaats.